# Verenigd Koninkrijk op het Eurovisiesongfestival 1981
Het Verenigd Koninkrijk deed in 1981 voor de vierentwintigste keer mee aan het Eurovisiesongfestival. De groep Bucks Fizz
was gekozen door de BBC door een nationale finale om het land te vertegenwoordigen.

## Nationale voorselectie
Onder de titel A Song for Europe 1981 hield het Verenigd Koninkrijk een nationale finale om de artiest en het lied te selecteren voor het Eurovisiesongfestival 1981. De nationale finale werd gehouden op 11 maart 1981 en werd gepresenteerd door Terry Wogan.
De winnaar werd gekozen door zeven regionale jury's.

| Volgorde | Lied                                 | Componist                               | Artiest        | Punten | Plaats |
| -------- | ------------------------------------ | --------------------------------------- | -------------- | ------ | ------ |
| 01       | "Not Without Your Ticket (Don't Go)" | Luís Jardim & Jean Gilbert              | Headache       | 50     | 7de    |
| 02       | "All Cried Out"                      | Gary Benson                             | Gary Benson    | 63     | =4de   |
| 03       | "For Only a Day"                     | John Dawson Read & Chris Gunning        | Unity          | 38     | 8ste   |
| 04       | "Wish"                               | Steve Elson & Don Gould                 | Beyond         | 67     | 3de    |
| 05       | "Making Your Mind Up"                | Andy Hill & John Danter                 | Bucks Fizz     | 97     | 1ste   |
| 06       | "Have You Ever Been in Love"         | Andy Hill, Peter Sinfield & John Danter | Gem            | 63     | =4de   |
| 07       | "Where Are You Now"                  | Lindsey Moore                           | Lezlee Carling | 56     | 6de    |
| 08       | "Don't Panic"                        | Adrian Baker                            | Liquid Gold    | 70     | 2de    |

## In Dublin
In de Ierse stad Dublin moest het Verenigd Koninkrijk aantreden als 14de, net na Noorwegen en voor Portugal.
Op het einde van de puntentelling bleek dat ze op een eerste plaats waren geëindigd met 136 punten.
Men ontving 2 keer het maximum van de punten.
Van Nederland ontvingen ze twaalf punten en van België acht.

### Gekregen punten

#### Finale
| 12 punten            | 10 punten                            | 8 punten                                           | 7 punten    | 6 punten                 |
| -------------------- | ------------------------------------ | -------------------------------------------------- | ----------- | ------------------------ |
| - Israël - Nederland | - Denemarken - Ierland - Joegoslavië | - België - Spanje - Turkije - Zweden - Zwitserland | - Frankrijk | - Griekenland - Portugal |
| 5 punten             | 4 punten                             | 3 punten                                           | 2 punten    | 1 punt                   |
| - Luxemburg          | - Cyprus - Duitsland - Oostenrijk    | - Finland - Noorwegen                              |             |                          |

### Punten gegeven door Verenigd Koninkrijk

#### Finale
Punten gegeven in de finale:
| 12 punten | Zwitserland |
| 10 punten | Cyprus      |
| 8 punten  | Griekenland |
| 7 punten  | Duitsland   |
| 6 punten  | Nederland   |
| 5 punten  | Denemarken  |
| 4 punten  | Israël      |
| 3 punten  | België      |
| 2 punten  | Zweden      |
| 1 punt    | Frankrijk   |

1957 · 1958 · 1959 · 1960 · 1961 · 1962 · 1963 · 1964 · 1965 · 1966 · 1967 · 1968 · 1969 · 1970 · 1971 · 1972 · 1973 · 1974 · 1975 · 1976 · 1977 · 1978 · 1979 · 1980 · 1981 · 1982 · 1983 · 1984 · 1985 · 1986 · 1987 · 1988 · 1989 · 1990 · 1991 · 1992 · 1993 · 1994 · 1995 · 1996 · 1997 · 1998 · 1999 · 2000 · 2001 · 2002 · 2003 · 2004 · 2005 · 2006 · 2007 · 2008 · 2009 · 2010 · 2011 · 2012 · 2013 · 2014 · 2015 · 2016 · 2017 · 2018 · 2019 · 2020 · 2021 · 2022 · 2023 · 2024 · 2025